# Harry Derckx

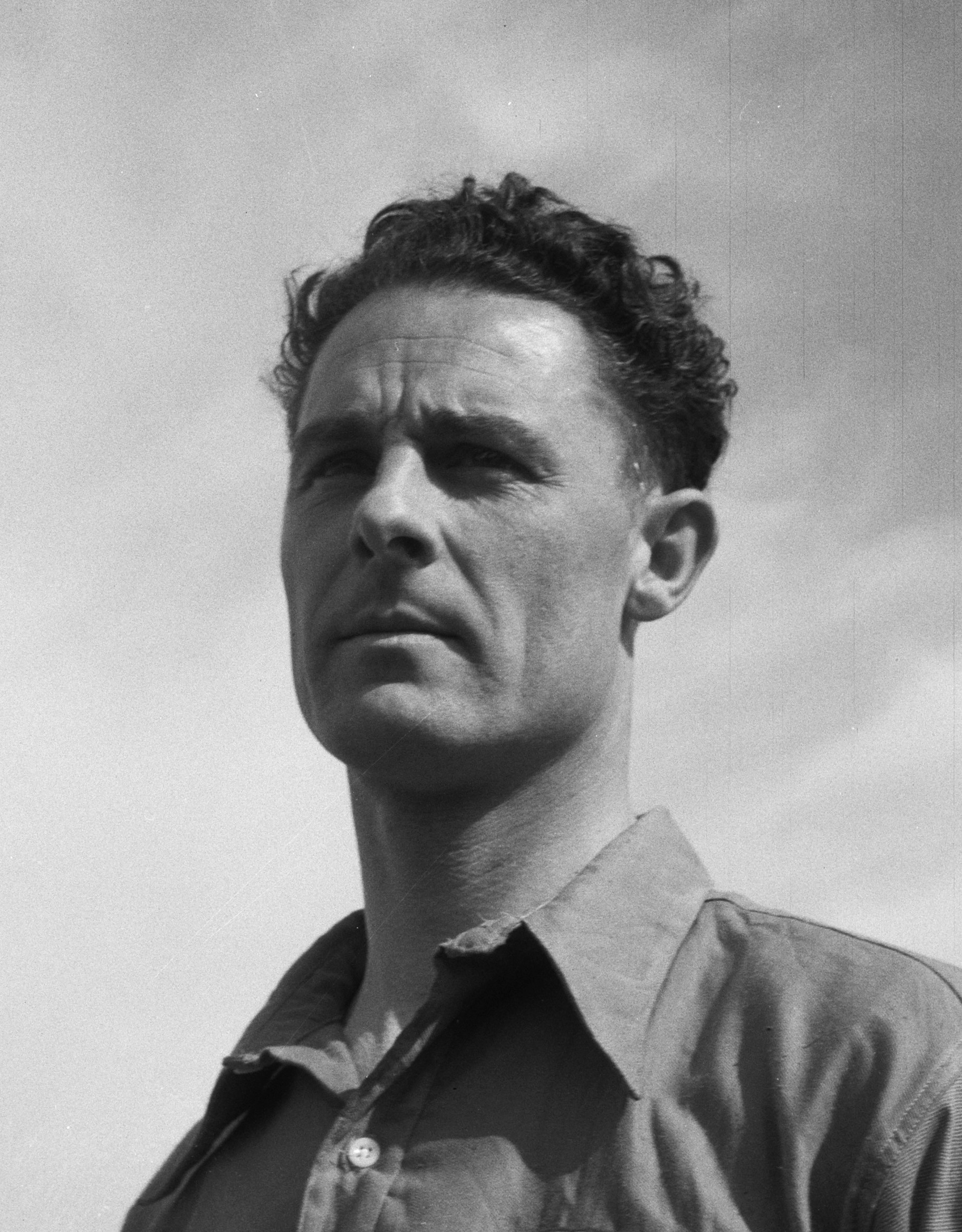
Harry Derckx (1952)

Henri Jean Joseph „Harry“ Derckx (* 19. März 1918 in Saint-Pierre-lès-Nemours, Frankreich; † 12. Juli 1983 in Rucphen) war ein niederländischer Hockeyspieler, der bei den Olympischen Spielen 1948 die Bronzemedaille und bei den Olympischen Spielen 1952 die Silbermedaille gewann.

## Karriere
Harry Derckx spielte als Verteidiger für die Deventer Hockey Vereniging. Er bestritt 52 Länderspiele für die niederländische Nationalmannschaft.
1948 bei den Olympischen Spielen in London belegten die Niederländer in der Vorrunde den zweiten Platz hinter der pakistanischen Mannschaft, wobei Pakistan das Spiel gegen die Niederlande mit 6:1 gewonnen hatte. Im Halbfinale setzte sich die indische Mannschaft gegen die Niederländer durch, die britische Mannschaft besiegte Pakistan. Das erste Spiel um Bronze zwischen den Niederlanden und Pakistan endete 1:1, im Wiederholungsspiel gewannen die Niederländer mit 4:1 und erhielten die Bronzemedaille.
Bei den Olympischen Spielen 1952 in Helsinki nahmen nur zwölf Mannschaften am Hockeyturnier teil. In der ersten Runde erhielten vier Mannschaften ein Freilos, darunter die Niederländer. Im Viertelfinale besiegten die Niederländer die deutsche Mannschaft mit 1:0. Ebenfalls mit 1:0 endete das Halbfinale gegen die pakistanische Mannschaft. Im Finale unterlagen die Niederländer der indischen Mannschaft mit 1:6.
Harry Derckx war ab 1953 Bürgermeister von Heinkenszand, von 1958 bis 1970 war er Bürgermeister von Budel und ab 1970 bis 1981 war er Bürgermeister von Rucphen.